# La 3
RTI 3,, baptisée La 3,, est une chaîne de télévision ivoirienne du Groupe RTI lancée le 16 février 2020.

## Histoire de la chaîne
La troisième chaîne de télévision ivoirienne baptisée La 3 naît le 16 février 2020 créée par RTI.

## Programme
La 3 est une chaîne de thématique de proximité axée (sport et la musique).

## Diffusion
- Les Bouquets Canal+ : 03
- TNT ivoirienne[7],[8] : chaîne no03
- StarTimes : chaîne no740